# یواس‌اس بسی جونز (اس‌پی-۱۴۷۶)
یواس‌اس بسی جونز (اس‌پی-۱۴۷۶) (به انگلیسی: USS Bessie Jones (SP-1476)) یک کشتی بود که طول آن ۶۲ فوت (۱۹ متر) بود. این کشتی در سال ۱۸۹۲ ساخته شد.